# تیلو
تیلو (به اسپانیایی: T'illu) یک کوه در پرو است که در Peru, Junín Region واقع شده‌است. تیلو ۵٬۰۵۰ متر بالاتر از سطح دریا واقع شده‌است.